# Cascada Pișoaia
Cascada Pișoaia (także: Cascada Miresii) – wodospad i rezerwat krajobrazowy w Rumunii, w pobliżu wsi Nemeși, położony w północno-zachodniej części okręgu Alba, w Górach Zachodniorumuńskich (Masyw Bihorski), w dolinie rzeki Arieșul Mic.

## Charakterystyka
Rezerwat zajmuje obszar 5 hektarów. Wodospad spływa ze zbocza góry Muntele Stutu (1299 m n.p.m.). Woda opada z wysokości około 18 metrów, z dużej skały, którą porastają mchy. U dołu uderza w dużych rozmiarów głaz rozpryskując się i tworząc charakterystyczna mgłę. Kaskada spływa po skalistym progu z wapienia krystalicznego epoki paleozoicznej. Wodospad jest otoczony lasem bukowym z niewielką domieszką drzew iglastych.

## Dostępność
Teren jest łatwo dostępny. Do wodospadu można dojechać samochodem od drogi nr 762. Dojście piesze za  znakami czerwonymi. Przy wodospadzie funkcjonują miejsca noclegowe.